# Кроква

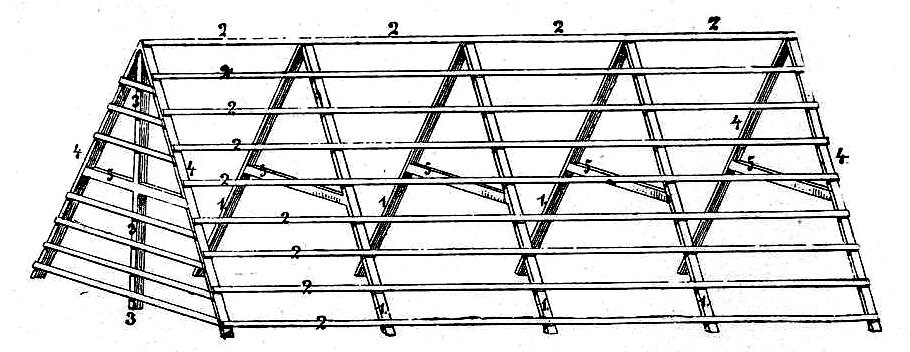
Тримальна система схилового даху: 1 — крокви, 2 — лати, 3 — бабка, 4 — щипцеві крокви, 5 — бантини

Кро́ква (від прасл. *kroky, род. відм. *krokъve — «розсоха») — елемент тримальної системи схилового даху. Кроква складається з двох похилих і з'єднаних угорі брусів — кроквяних ніг (крокви́н). При необхідності кроквини «зв'язуються» знизу між собою горизонтальними підкроквяними балками (бантинами), укріпляються вертикальними стійками і похилими підкосами. Верхні кінці з'єднуються між собою (висячі крокви) чи кріпляться до гребеневої балки (наслінні крокви). До кроков кріпляться лати — поздовжні елементи покрівельної обрешітки.

## Типи крокв
Крокви можна поділити на наслінні, висячі і висячі ферми зі шпалами (кроквяні ферми).
Наслінні крокви кінцями спираються на стіни будівлі, а середньою частиною (при прольоті між опорами понад 4,5 м) — на проміжні опори. А висячі крокви спираються тільки кінцями на стіни будівлі. Висячі крокви споруджують в тому випадку, якщо відстань між опорами (зовнішніми стінами) не перевищує 6,5 м. Наявність додаткової опори дозволяє збільшити ширину, яка перекривається кроквами до 12 м, а двох опор — до 15 м. Ноги кроков мансардного даху складаються з двох частин, з'єднаних між собою під кутом у місці кріплення бантини.

## Конструкція
Крокви складаються з двох

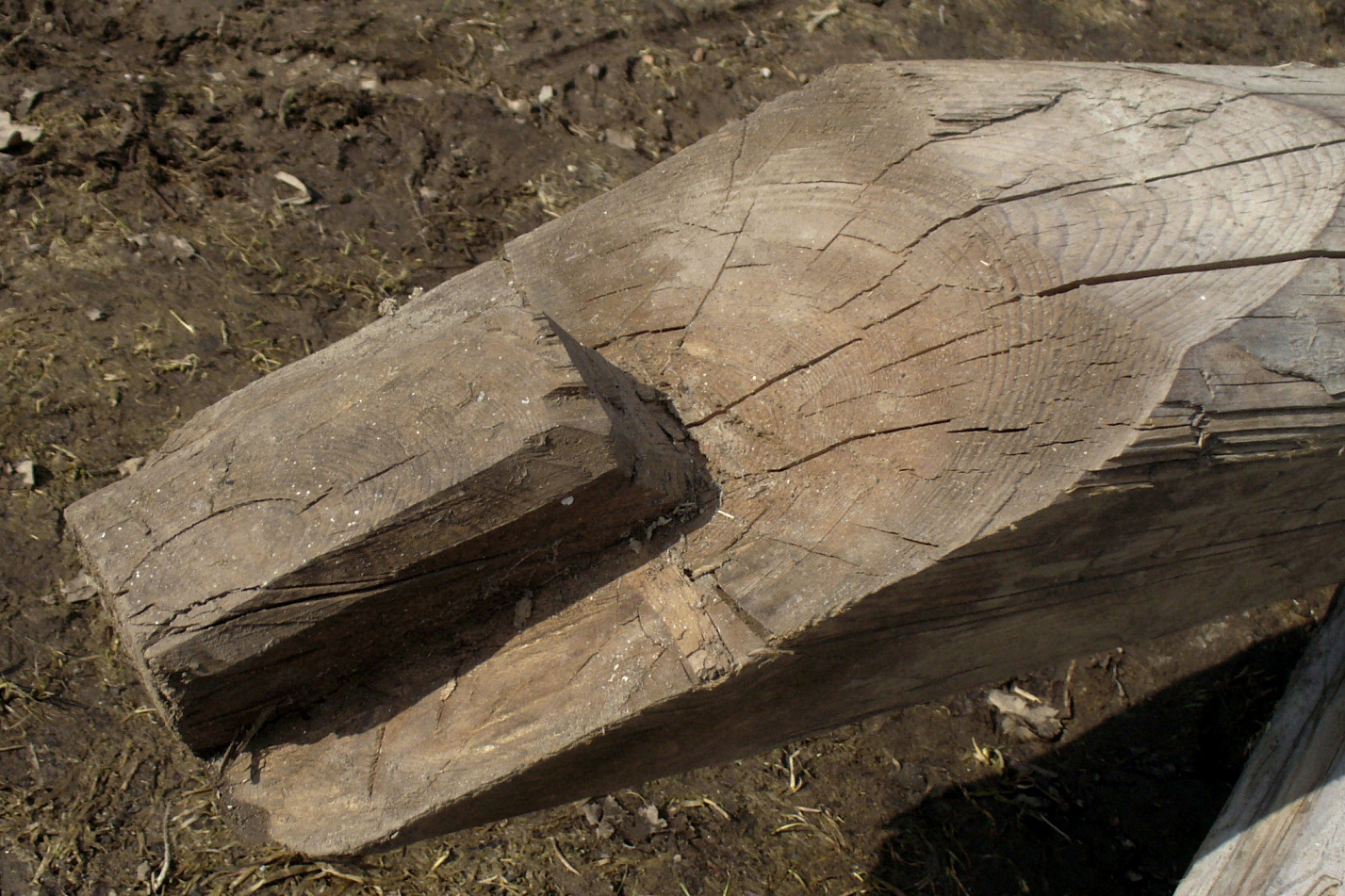
Кінець кроквяної ноги з шипом

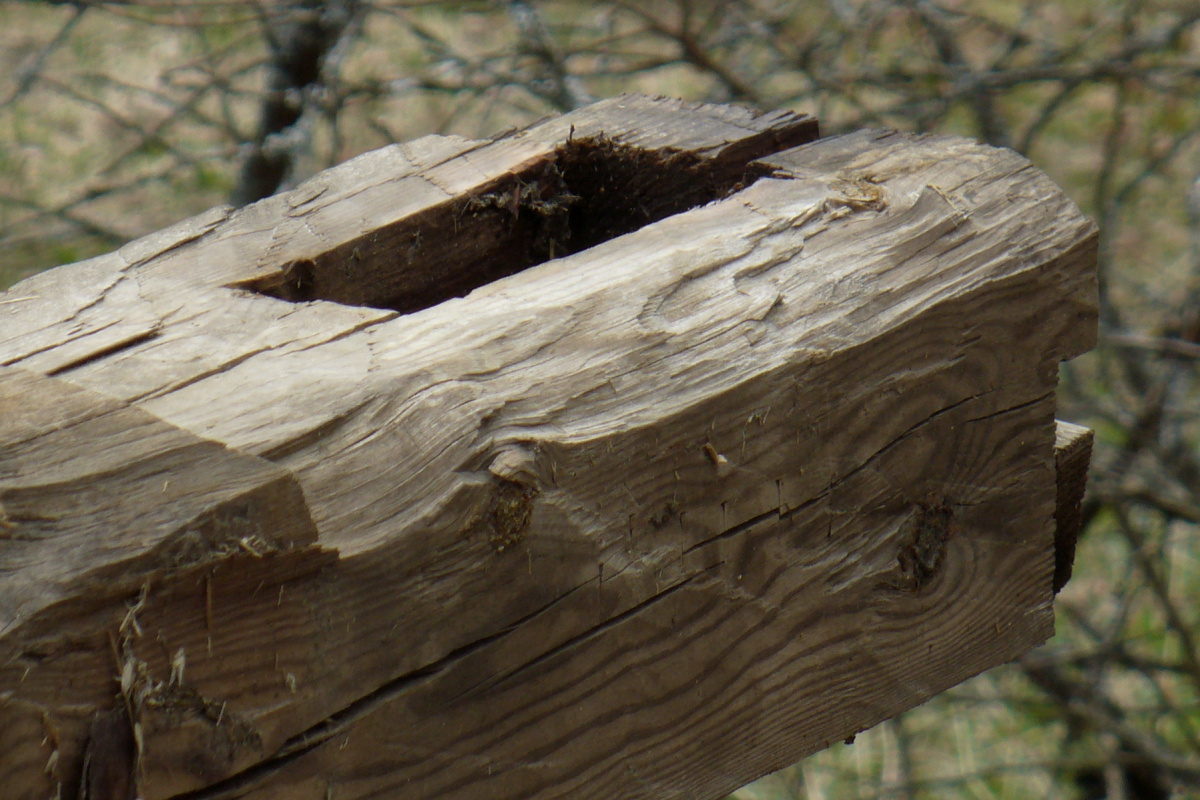
Кінець затяжки з виїмкою під шип кроквяної ноги

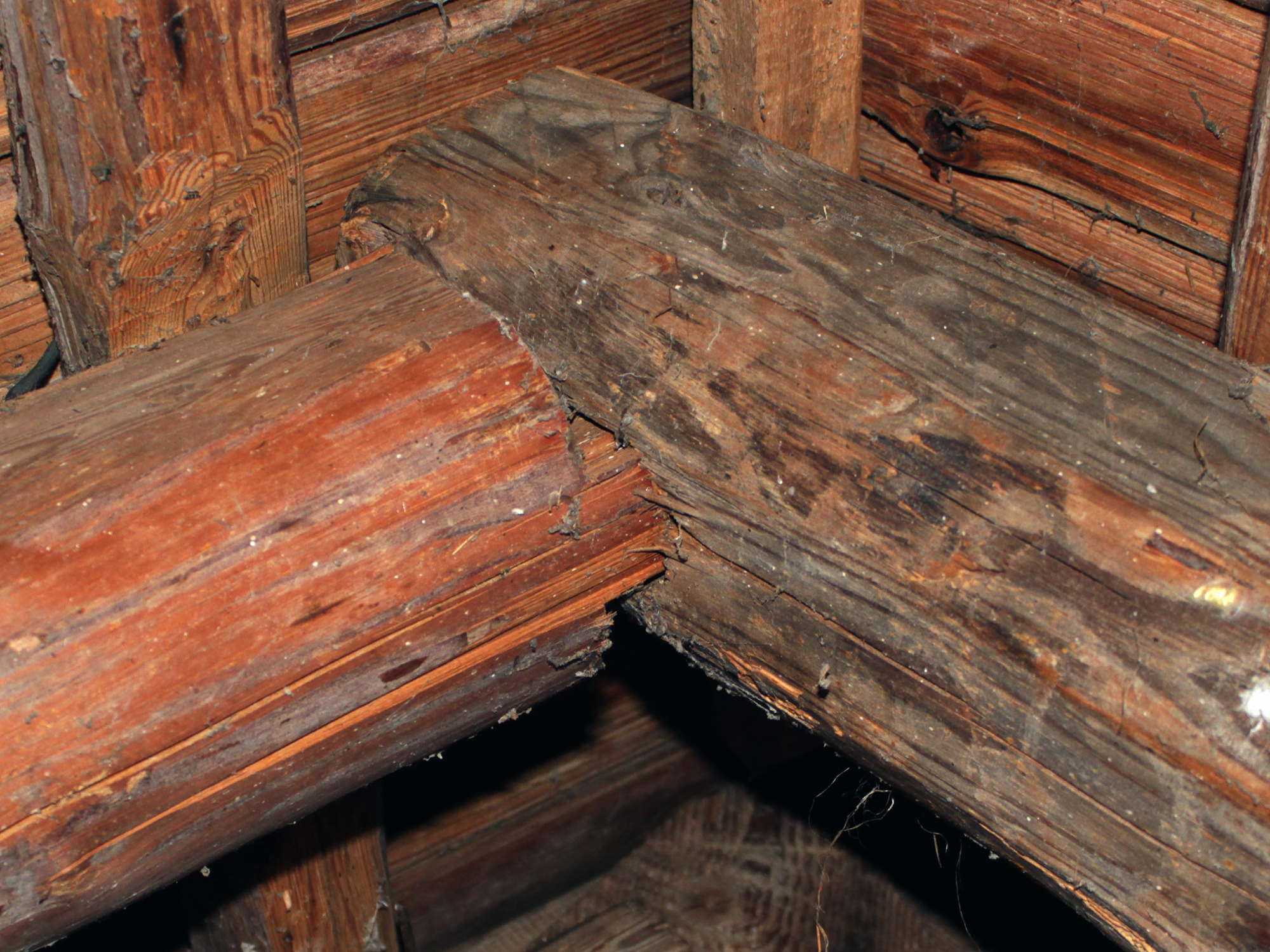
З'єднання верхніх кінців кроков

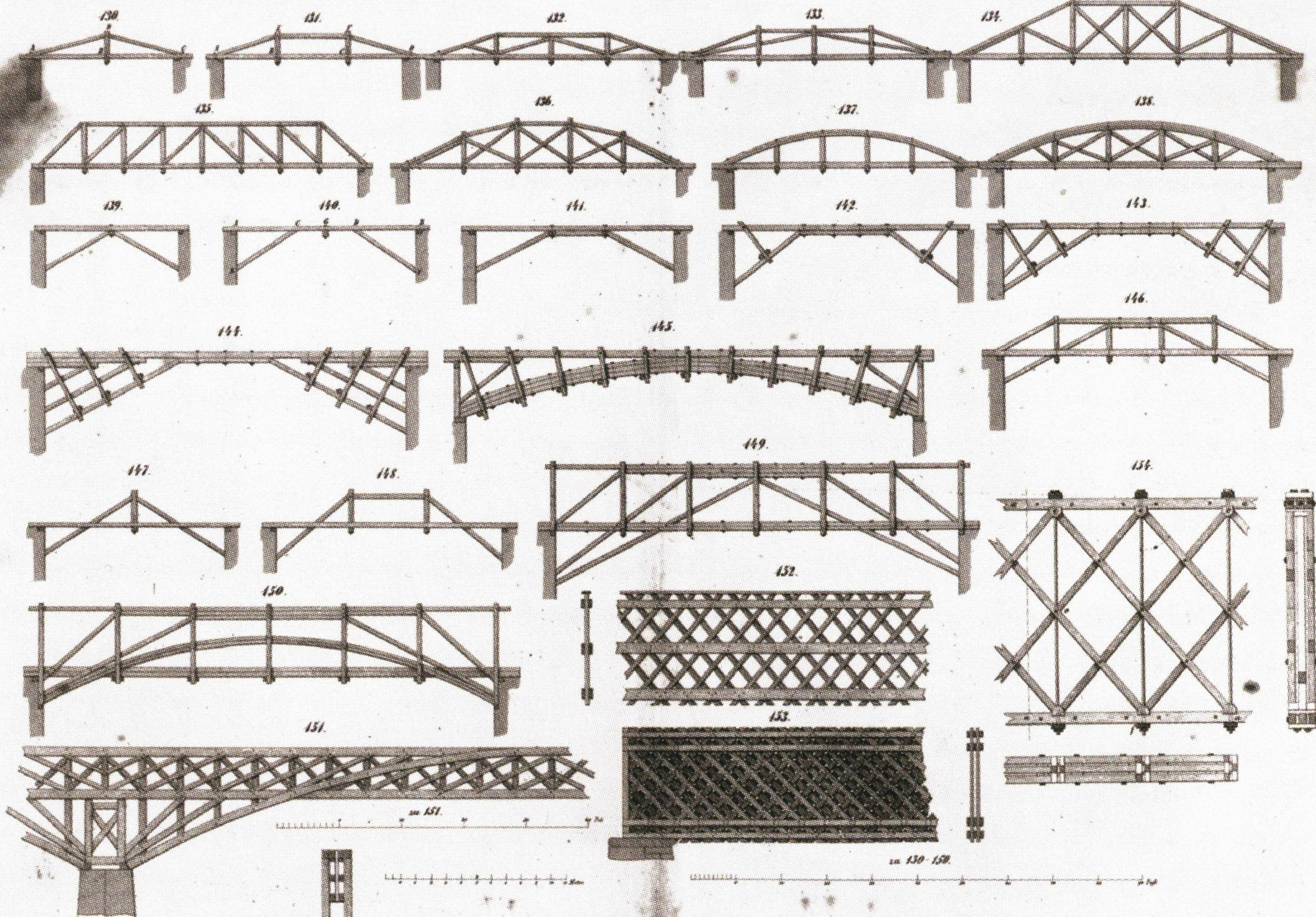
Крокви-ферми

похилих кроквяних ніг, з'єднаних горішніми кінцями. Додатково кроквяні ноги з'єднуються між собою бантинами і затяжками, підтримуються знизу вертикальними стійками і похилими підкосами.
Опираються крокви:
- У дерев'яних брущатих або ж рублених будівлях — на верхні вінці,
- У каркасних — на верхню обв'язку.
- У кам'яних будинках — на мауерлат з брусів товщиною 140—160 мм.

Мауерлат може розташовуватися по всій довжині будівлі або підкладатись тільки під кроквяну ногу. У тому випадку, якщо кроквяні ноги в перетині мають невелику ширину, вони можуть з часом провиснути. Щоб уникнути цього, необхідно застосовувати спеціальну решітку, що складається із стійки, підкосів і бантини. Для виготовлення стійок і підкосів використовують дошки шириною 150 мм і товщиною 25 мм або дерев'яні пластини, виконані з колоди, діаметр якої повинен бути не меншим 130 мм.
Для закріплення кроквяної ноги застосовується затяжка, що зв'язує нижні кінці кроквяних ніг кожної крокви. При ковзанні по затяжці кроквяний кінець може порушити її цілісність. Щоб запобігти ковзанню, врубувати кроквяну ногу в затяжку рекомендується зубом, шипом або тим і іншим одночасно. Крім цього, крокви бажано встановлювати на відстані приблизно 300—400 мм від краю.
- Кобилка — відрізок дошки, що подовжує нижній кінець кроквяної ноги для розміщення на ньому звису даху або суцільної обрешітки, що лежить на карнизі.
- Нарі́жниця — елемент покрівельної системи будівлі, укорочена кроквяна нога, що підтримує ділянку схилу між накісною кроквяною ногою і звисом даху.
- Бантина, банта — поперечна балка між кроквами[4][6].
- Підкіс — похила опора кроквяної ноги.
- Стійка — вертикальна опора кроквяної ноги.